# Эш, Уильям
У́ильям Фра́нклин Эш (англ. William Franklin Ash; 30 ноября 1917, Даллас, США — 26 апреля 2014, Лондон, Великобритания) — британский лётчик-ветеран (военнопленный, совершивший несколько побегов и прозванный «королём карцера»), писатель и общественный деятель североамериканского происхождения. Во время Второй мировой войны служил летчиком-истребителем в Королевских ВВС Канады.
Стал прототипом персонажа Стива Маккуина в фильме «Большой побег» (1963).

## Биография

### Ранние годы
Эш родился в семье низшего среднего класса в Далласе, штат Техас, был рабочим-мигрантом во время Великой депрессии в США, окончил Техасский университет со степенью бакалавра. Писал эссе для привилегированных учеников, чтобы заработать деньги, а также для своего личного развития как автора.

### Служба во время Второй мировой войны
22 июня 1940 года Эш поступил на службу в Королевские военно-воздушные силы Канады в Уинсоре, Онтарио. С 20 июля 1940 года проходил базовую подготовку в школе начальной подготовки № 1, а по окончании учёбы 14 октября 1940 года получил звание ведущего летчика. Будучи принятым на обучение пилотов, Эш был направлен в школу начальной летной подготовки № 12, которую окончил 30 ноября 1940 года. Затем проходил обучение в летной школе № 31, где учился управлять одномоторным истребителем. По окончании школы, 25 марта 1941 года он был введён в строй.
3 апреля 1941 года Эш был направлен в посадочное депо для рейса в Англию, где прошёл обучение в подразделении оперативной подготовки, прежде чем присоединиться к 411-й эскадрилье Королевских ВВС Канады. Он летал на истребителях «Спитфайр» во многих оборонительных и наступательных миссиях, включая атаку на немецкие линкоры «Шарнхорст» и «Гнейзенау». В 1942 году он летал на истребителях «Big Wing» над Францией в составе 411-й эскадрильи Королевских ВВС Канады.

### Военнопленный
Во время одного из таких вылетов, 24 марта 1942 года, летая на Супермарин Спитфайр Mark Vb (серийный номер «AB281»), Эш был одним из трех пилотов эскадрильи, сбитых Jagdgeschwader 26. Он совершил аварийную посадку в Vieille-Église, примерно в 15 милях от Кале, и был тайно переправлен французским Сопротивлением в Лилль и далее в Париж. Он был арестован в Париже в конце мая 1942 года и заключен в тюрьму Офлаг XXI-B, Шубин. В сентябре 1942 года он обменялся документами с армейским рядовым и совершил побег, но был схвачен в ту же ночь. Весной 1943 года лейтенант Эш и ещё 32 человека сбежали из Офлаг XXI-B через туалетный туннель. С напарником он пытался добраться до Варшавы, но через четыре дня был схвачен. Вскоре после этого его перевели в лагерь Шталаг Люфт III, город Саган. Он совершил очередную попытку побега через туннель и даже сумел сесть на товарный поезд, идущий в Ковно, но был обнаружен станционной охраной и возвращен в Саган.
17 мая 1946 года за свой побег Эш был награждён орденом Британской империи (Кавалер, MBE).
В августе 2015 года Би-би-си сообщила: "Когда Эш умер в возрасте 96 лет в прошлом году, в его некрологах отмечалось, что он, как говорят, был прототипом персонажа Стива Маккуина в фильме 1963 года «Большой побег». Персонаж Хилтс, получивший прозвище «Король-холодильник» («The Cooler King») из-за времени, которое он проводит в карцере лагеря для военнопленных (которое заключенные называют «холодильником») за свои настойчивые попытки побега, крадет мотоцикл и пытается сбежать в Швейцарию, но его ловят, когда он пытается совершить прыжок через баррикады из колючей проволоки. В репортаже Би-би-си отмечалось, что «Эш скромно опроверг это утверждение. Во-первых, он сказал, что не ездил на мотоцикле. Во-вторых, он не принимал участия в побеге из лагеря Шталаг Люфт III, на котором основан фильм. … Но причина его неучастия в том, что он был заперт в „холодильнике“ […] в наказание за очередную попытку побега».

## Книги
- Выбор оружия (Choice of Arms, 1962, русский перевод 1968)

## Личная жизнь
Первый брак Эша, заключенный в 1946 году с Патрицией Рамбо, от которого у него родились сын и дочь, был расторгнут. В 1955 году он женился на своей второй жене, Ранджане Сидханте (1924—2015).